# Santos Silvestre y Martín en Monti (título cardenalicio)
Santos Silvestre y Martín en Monti, anteriormente conocido como Equitii, es un título cardenalicio de la Iglesia Católica. Fue instituido por el papa Silvestre I entorno al 314 en una iglesia construida por él en unos terrenos cerca de la colina Esquilino. Posteriormente fue conocido como Santi Martino e Silvestro, del que procede su nombre actual. Según el catálogo de Pietro Mallio, elaborado bajo el pontificado del papa Alejandro III, el título estaba relacionado con la basílica de San Pedro, en la que sus sacerdotes celebraban misa.

## Titulares

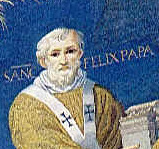
Felix VI

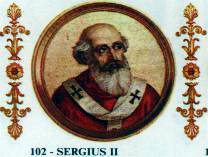
Sergio II

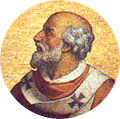
Esteban VIII

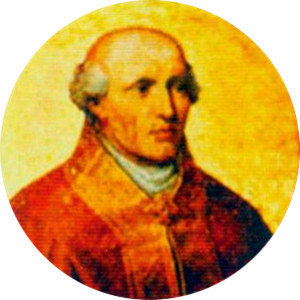
Bonifacio VIII

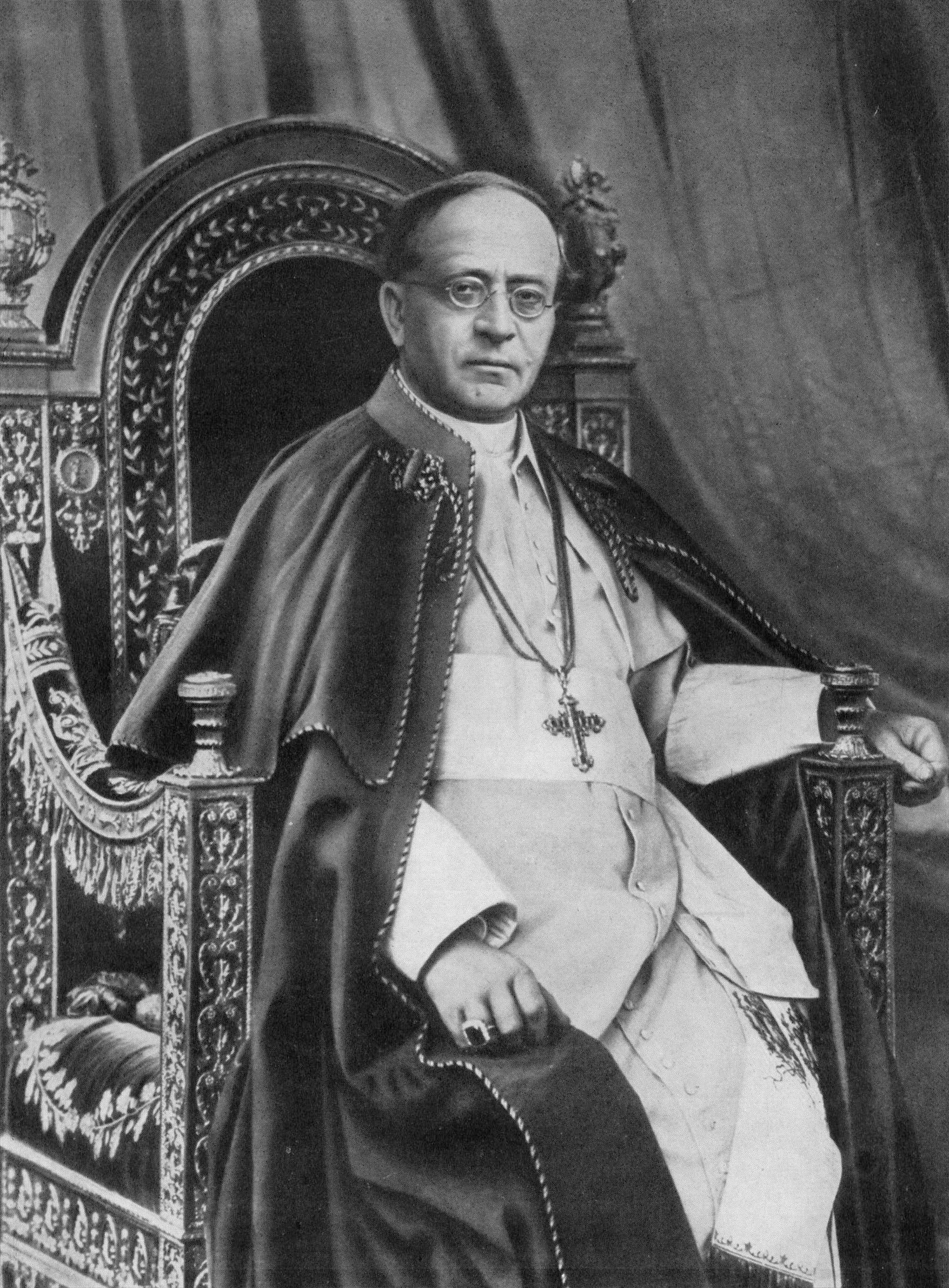
Pío XI

Pablo VI

- Felice, Adeodato e Sebastiano (mencionado en 499)
- Felice (circa 515 - 526) Fue papa Felix IV
- Lorenzo e Giovanni (mencionado en 595)
- Sergio, C.R.L. (797 - 25 de enero de 844) Elegido papa Sergio II
- Stefano (?) (936 ? - 14 de julio de 939) Elegido papa Esteban VIII
- Giovanni (964 - ?)
- Benedetto (1037 - antes de 1044)
- Giovanni (1044 - circa 1059)
- Guido (circa 1060 - antes de 1073)
- Jean, O.S.B (1073 - circa 1088)
- Pietro (1088 - circa 1099)
- Benedetto (1099 - circa 1102)
- Domnizzone (o Divizzone, o Domizzon, o Divizo, o Denzo, o Amizo, o Amizzone) (circa 1102 - circa 1122)
- Bonifazio (o Bonifacio) (?) (1105 ? - ?)
- Pietro Cariaceno (1122 o 1123 - circa 1138)
- Matteo (circa 1138 - enero de 1139 fallecido)
- Egmondo (o Edmondo) (1139 - circa 1145)
- Robert Pullen (1142 - 1146)
  - Giovanni Mercone (1150 - 1169), pseudocardenal de los antipapas Victor IV e Pascual III
- János Struma (?) (1163 ? - 1165 ?) Antipapa Calixto III
  - Stefano (1172 - 1173), pseudocardenal de Calixto III
- Rolando Paparoni (1184 - 1189)
- Alessandro (de mayo de 1189 - 1190 fallecido)
- Ugo Bobone (o Uguccione Thieneo) (de septiembre de 1190 - 9 de marzo de 1206)
- Guala Bicchieri, C.R.S.A. (1211 - 1227)
- François Cassard (1237 - 7 de agosto de 1237)
- Simone Paltinieri (o Paltineri) (17 de diciembre de 1261 - 1277)
- Gervais Jeancolet de Clinchamp (12 de abril de 1281 - 15 de septiembre de 1287)
- Benedetto Caetani seniore (22 de septiembre de 1291 - 24 de diciembre de 1294, elegido papa Bonifacio VIII)
- Gentile Portino di Montefiore, O.Min. (2 de marzo de 1300 - 27 de octubre de 1312)
- Vital du Four, O.Min. (23 de diciembre de 1312 - junio de 1321)
- Pierre des Chappes (18 de diciembre de 1327 - 24 de marzo de 1336)
- Aymeric de Chalus (20 de septembre 1342 - 31 de octubre de 1349)
- Pierre de Cros (17 de diciembre de 1350 - 23 de septiembre de 1361)
- Gilles Aycelin de Montaigut (17 de septiembre de 1361 - 1368)
- Filippo Carafa della Serra (18 de septiembre de 1378 - 22 de mayo de 1389)
  - Nicolas de Saint Saturnine, O.P. (18 de diciembre de 1378 - 23 de enero de 1382), pseudocardenal del antipapa Clemente VII
  - Faydit d'Aigreffeuille, O.S.B.Clun. (23 de diciembre de 1383 - 2 de octubre de 1391), pseudocardenal pseudocardenal del antipapa Clemente VII
- Bartolomeo Mezzavacca (18 de diciembre de 1389 - 20 de julio de 1396)
- Pedro Serra (22 de septiembre de 1397 - 8 de octubre de 1404), pseudocardenal del antipapa Benedicto XIII
- Angelo Cibo, diaconía pro illa vice (27 de febrero de 1402 - 1404 ?)
- Giordano Orsini (12 de junio de 1405 - 25 de marzo de 1409)
- Guillaume d'Estouteville (8 de enero de 1440 - 1454)[1]
  - Johannes Grünwalder (2 de octubre de 1440 - 15 de enero de 1448), pseudocardenal del Felix V (dimitió, no aceptó la promoción)
- Jean Jouffroy, O.S.B.Clun. (1461 - 24 de noviembre de 1473)
- Charles II de Bourbon (15 de enero de 1477 - 17 de septiembre de 1488)
- André d'Espinay (23 de marzo de 1489 - 10 de noviembre de 1500)
- Tamás Bakócz (5 de octubre de 1500 - 11 de junio de 1521)
- Louis de Bourbon-Vendôme (11 de junio de 1521 - 3 de marzo de 1533)
- Jean d'Orléans-Longueville (3 de marzo de 1533 - 24 de septiembre de 1533)
- Philippe de la Chambre, O.S.B.Clun. (10 de noviembre de 1533 - 23 de marzo de 1541)
- Uberto Gambara (23 de marzo de 1541 - 15 de febrero de 1542)
- Giovanni Vincenzo Acquaviva d'Aragona (12 de junio de 1542 - 16 de agosto de 1546)
- Girolamo Verallo (10 de mayo de 1549 - 29 de noviembre de 1553)
- Diomede Carafa (13 de enero de 1556 - 12 de agosto de 1560)
- Carlo Borromeo, diaconía pro illa vice (4 de septiembre de 1560 - 4 de junio de 1563); (4 de junio de 1563 - 17 de noviembre de 1564)
- Philibert Babou de la Bourdaisière (17 de noviembre de 1564 - 14 de mayo de 1568)
- Girolamo da Correggio (14 de mayo de 1568 - 9 de junio de 1570)
- Gaspar Cervantes de Gaeta (16 de junio de 1570 - 23 de enero de 1572)
- Gabriele Paleotti (5 de julio de 1572 - 11 de mayo de 1587)
- William Allen (31 de agosto de 1587 - 16 de octubre de 1594)
- Francesco Cornaro (21 de junio de 1596 - 23 de abril de 1598)
- Fernando Niño de Guevara (8 de enero de 1599 - 8 de enero de 1609)
- Domenico Rivarola (12 de septiembre de 1611 - 3 de enero de 1627)
- Vacante (1627 - 1633)
- Alonso II de la Cueva y Benavides (18 de julio de 1633 - 9 de julio de 1635)
- Pier Lugi Carafa (10 de julio de 1645 - 15 de febrero de 1655)
- Federico Sforza (26 de junio de 1656 - 21 de abril de 1659)
- Volumnio Bandinelli (19 de abril de 1660 - 5 de junio de 1667)
- Giulio Spinola (18 de julio de 1667 - 13 de noviembre de 1684)
- Vacante (1684 - 1689)
- Opizio Pallavicini (14 de noviembre de 1689 - 11 de febrero de 1700)
- Marcello d'Aste (30 de marzo de 1700 - 11 de junio de 1709)
- Giuseppe Maria Tomasi, C.R. (11 de julio de 1712 - 1.º de enero de 1713)
- Niccolò Caracciolo (5 de febrero de 1716 - 7 de febrero de 1728)
- Giovanni Antonio Guadagni, O.C.D. (17 de diciembre de 1731 - 23 de febrero de 1750)
- Vacante (1750 - 1754)
- Giovanni Francesco Stoppani (20 de mayo de 1754 - 18 de julio de 1763)
- Vacante (1763 - 1773)
- Francesco Saverio de Zelada (26 de abril de 1773 - 17 de junio de 1793); in commendam (17  de julio de 1793 - 19 de diciembre de 1801)
- Luigi Ruffo Scilla (9 de agosto de 1802 - 17 de noviembre de 1832)
- Ugo Pietro Spinola (17 de diciembre de 1832 - 21 de enero de 1858)
- Antonio Benedetto Antonucci (18 de marzo de 1858 - 29 de enero de 1879)
- Pier Francesco Meglia (27 de febrero de 1880 - 31 de marzo de 1883)
- Vacante (1883 - 1887)
- Luigi Giordani (17 de marzo de 1887 - 21 de abril de 1893)
- Kolos Ferenc Vaszary, O.S.B. (15 de junio de 1893 - 3 de septiembre de 1915)
- Giulio Tonti (9 de diciembre de 1915 - 11 de diciembre de 1918)
- Achille Ratti (16 de junio de 1921 - 6 de febrero de 1922) elegido papa Pío XI
- Eugenio Tosi, O.SS.C.A. (14 de diciembre de 1922 - 7 de enero de 1929)
- Alfredo Ildefonso Schuster, O.S.B.Cas. (18 de julio de 1929 - 30 de agosto de 1954)
- Giovanni Battista Montini (18 de diciembre de 1958 - 21 de junio de 1963) elegido papa Pablo VI
- Giovanni Colombo (25 de febrero de 1965 - 20 de mayo de 1992)
- Armand Gaétan Razafindratandra (26 de noviembre de 1994 - 9 de enero de 2010)
- Kazimierz Nycz (20 de noviembre de 2010)